# Tommee Profitt
Tommee James Profitt (Michigam, Estados Unidos, 12 de novembro de 1984) é um compositor e produtor musical americano.

## Biografia
Profitt nasceu em Grand Rapids, Michigan, Estados Unidos. Em 2017, ele se mudou para Nashville, Tennessee. Ele trabalhou na produção e no desenvolvimento sonoro do rapper NF . Mais recentemente, ele também trabalhou em música para cinema e televisão.
A música de Profitt foi apresentada em 24, Legacies, Quantico, The Good Doctor, Prison Break, The Rookie, America's Got Talent, Empire, Bones, The Handmaid's Tale, The Hunger Games: Mockingjay Part 2, NFL, TYR Sport e outros. Ele ganhou dois prêmios Dove e foi indicado para cinco.
A Música de Profitt foi utilizada em campanhas promocionais e como trilha sonora para diversos videogames, incluindo Ghost Recon Breakpoint, Apex Legends, Assassin's Creed, UFC2 e Madden .
Em 2018, Profitt conquistou o Top TV Song, mantendo-se no primeiro lugar por duas semanas seguidas com sua versão de "In The End", do Linkin Park, contando com a colaboração da cantora e compositora Fleurie e do rapper americano Jung Youth. Outra colaboração, " Wake Me Up ", com Fleurie, alcançou o Top 50 do iTunes e o Top 50 Viral do Spotify .

## Colaborações
Profitt é conhecido por seu trabalho de produção com o rapper americano NF. Os dois se conheceram em Michigan, quando NF estava dando os primeiros passos na carreira de rapper, enquanto Profitt fazia a transição de artista em tempo integral para produtor. Em 2014, Profitt assinou um contrato de publicação com a Capitol CMG Publishing, no mesmo ano em que NF firmou contrato com a Capitol Christian Music Group como artista. Eles permaneceram como colaboradores frequentes, com Profitt atuando na escrita e produção dos quatro álbuns completos da NF lançados pela Capitol CMG..
O álbum de estreia de NF, Mansion, alcançou o primeiro lugar na parada de álbuns cristãos da Billboard e atingiu a 62ª posição na Billboard 200. Seu segundo álbum, Therapy Session, também debutou em primeiro na parada de álbuns cristãos e ficou na 12ª posição na Billboard 200.O terceiro álbum, Perception, estreou em primeiro lugar na Billboard 200, assim como seu quarto álbum, The Search. Com mais de um bilhão de reproduções globais, sua música,  Let You Down, alcançou o primeiro lugar na parada pop da Billboard e se tornou um single certificado 8x RIAA Platinum. Além de sua colaboração com a NF, Tommee também trabalhou com artistas como Hunter Hayes, Migos, The Score, Avril Lavigne, Social Club Misfits, Angie Rose, TobyMac, Chris Tomlin, Crowder, Britt Nicole, SVRCINA, Colton Dixon, Josh Groban, Nicole Nordeman, Blanca, Ruelle, Jung Youth, Fleurie, entre outros.

### Coleção de músicas cinematográficas
Os lançamentos de Profitt incluem oito volumes de Cinematic Song, que reúnem suas colaborações com diversos artistas do cinema e da televisão, além de Gloria Regali, sua mais recente parceria com Fleurie, focada em sincronização musical.

## Vida pessoal
Profitt começou a namorar uma mulher chamada Angela em 27 de setembro de 2001, e eles se casaram exatamente sete anos depois, em 27 de setembro de 2008. Em 2022, eles tinham três filhos, dois dos quais se chamavam McKenlee e Colton. Profitt é cristão . Ele e sua família viviam em Grand Rapids, Michigan. Em 2017, mudaram-se para Nashville, Tennessee, onde ele ainda reside desde 2021.
| Ano  | Álbum/Música              | Artista em destaque |
| ---- | ------------------------- | --- |
| 2023 | Cinematic Songs (Vol. 8 ) | Stanaj, Vo Williams, Stephen Stanley, John Lindahl Fleurie, Jung Youth, Manwell, MILCK, NAWAS, SVRCINA                                |
| 2021 | Cinematic Songs (Vol. 7)  | Fleurie, Beacon Light, Stanaj, Laney Jones, Anna Graceman, Sam Tinnesz, Ruelle, Jessie Early, XEAH, LYRA                              |
| 2019 | Cinematic Songs (Vol. 6)  | Nicole Serrano, Fleurie, Brooke, Royal & the Serpent, Sam Tinnesz, XEAH, Ruby Amanfu e Beacon Light                                   |
| 2019 | Glória Regali             | Fleurie |
| 2018 | Cinematic Songs (Vol. 5)  | Sam Tinnesz, Ruby Amanfu, Fleurie, Jung Youth, Brooke Griffith, Ruelle, Trella, Mike Mains e Liv Ash                                  |
| 2018 | Cinematic Songs (Vol. 4)  | Sarah Reeves, Fleurie, Colton Dixon, Daniella Mason, Steven Malcolm, Royal & the Serpent, Whissell, Beacon Light, FJORA e Sam Tinnesz |
| 2018 | Cinematic Songs (Vol. 3)  | Liv Ash, Steven Malcolm, Jessie Early, Beacon Light, Jung Youth, Raine Wilder, Svrcina, Sam Tinnesz, Laney Jones e Xeah               |
| 2017 | Cinematic Songs (Vol. 2)  | Mike Mains, Svrcina, Beacon Light, Quivr, Fleurie, Liv Ash e Sam Tinnesz                                                              |
| 2017 | Cinematic Songs (Vol. 1)  | Sam Tinnesz, Ruelle, Svrcina, Wondra, Fleurie, Cappa e Aron Wright                                                                    |

## Discografia

### Álbuns
| Ano  | Detalhes do álbum | Posições de pico no gráfico | Posições de pico no gráfico |
| Ano  | Detalhes do álbum | Feriado nos EUA             | Cristão dos EUA             |
| ---- | --- | --------------------------- | --------------------------- |
| 2020 | O Nascimento de um Rei - Lançamento: 16 de outubro de 2020 - Etiqueta: Capitol CMG - Formato: CD, download digital, streaming | 28                          | 26                          |

## Prêmios Dove
| Ano  | Nomeado                     | Prêmio                            | Artista             | Resultado |
| ---- | --------------------------- | --------------------------------- | ------------------- | --------- |
| 2015 | Mansion                     | Álbum de Rap/Hip Hop do Ano       | NF                  | Nomeado   |
| 2016 | Therapy Session             | Álbum de Rap/Hip Hop do Ano       | NF                  | Ganhou    |
| 2016 | "I Just Wanna Know"         | Rap/Hip Hop Canção Gravada do Ano | NF                  | Nomeado   |
| 2017 | Tommee Profitt              | Produtor do Ano                   | -                   | Nomeado   |
| 2018 | War Cry (com Tauren Wells ) | Rap/Hip Hop Canção Gravada do Ano | Social Club Misfits | Ganhou    |
| 2019 | The Elements                | Álbum Pop/Contemporâneo do Ano    | Toby Mac            | Nomeado   |
| 2019 | I Know a Ghost              | Álbum Pop/Contemporâneo do Ano    | Crowder             | Nomeado   |

## Colocações em cinema e televisão
| Título de filme/programa        | Título                                      | Data do episódio      | Ref.   |
| ------------------------------- | ------------------------------------------- | --------------------- | ------ |
| Batwoman                        | "There's a Hero In You (Feat. Fleurie)"     | 26 de Outubro de 2019 | \|     |
| Nancy Drew                      | "Wake Me Up (Feat. Fleurie)"                | 8 de Outubro de 2019  | \|     |
| Tell Me A Story                 | "One Eye Open (Feat. Daniella Mason)"       | 3 de Outubro 2019     | [ 41 ] |
| Station 19                      | "Can You Feel The Heat Now (Feat. Fleurie)" | October 4, 2019       | [ 41 ] |
| The Bold Type                   | "Can You Feel The Heat Now (Feat. Fleurie)" | May 28, 2019          | [ 41 ] |
| The Spanish Princess            | "Gloria Regali (Feat. Fleurie)"             | May 5, 2019           | [ 41 ] |
| World of Dance                  | "Wake Me Up" (Feat. Fleurie)"               | May 5, 2019           | [ 41 ] |
| Marvel's Cloak & Dagger         | "Can You Feel The Heat Now (Feat. Fleurie)" | April 24, 2019        | [ 40 ] |
| All American                    | "Warriors (Feat. Steven Malcolm)"           | March 19, 2019        | [ 40 ] |
| Black Ink Crew: Chicago         | "Takin Over"                                | March 6, 2019         | [ 41 ] |
| The Enemy Within                | "Rise Above (Feat. Trella)"                 | February 25, 2019     | [ 41 ] |
| Siesta Key                      | "I'm a Ruler (Feat. Ruby Amanfu)"           | January 22, 2019      | [ 41 ] |
| The Titan Games                 | "Warriors (Feat. Steven Malcolm)"           | January 3, 2019       | [ 41 ] |
| Legacies                        | "Wake Me Up (Feat. Fleurie)"                | December 5, 2018      | [ 40 ] |
| Legacies                        | "In The End (Feat. Jung Youth & Fleurie)"   | November 28, 2018     | [ 40 ] |
| Charmed                         | "Wake Me Up (Feat. Fleurie)"                | November 17, 2018     | [ 40 ] |
| The Girl in the Spider's Web    | "Wicked (Feat. Royal & the Serpent)"        | November 8, 2018      | [ 40 ] |
| Tell Me A Story                 | "Welcome to the Jungle"                     | October 31, 2018      | [ 41 ] |
| Hard Knocks                     | "Why" [NF]                                  | August 7, 2018        | [ 40 ] |
| The Challenge: Champs vs. Stars | "Warriors (Feat. Steven Malcolm)"           | June 19, 2018         | [ 41 ] |
| The Good Doctor                 | "Hold on for Your Life (Feat. Sam Tinnesz)" | January 7, 2018       | [ 40 ] |
| The Brave                       | "Hold on for Your Life (Feat. Sam Tinnesz)" | September 24, 2017    | [ 40 ] |
| Power                           | "We Runnin (Feat. Beacon Light)"            | June 24, 2017         | [ 40 ] |
| Prison Break                    | "Hero (Feat. Mike Maine)"                   | April 4, 2017         | [ 41 ] |
| Black Ink Crew                  | "Grindin" [NF]                              | April 5, 2017         | [ 42 ] |
| Quantico                        | "Tomorrow We Fight"                         | March 19, 2017        | [ 40 ] |
| Quantico                        | "Hero"                                      | February 19, 2017     | [ 40 ] |
| Reign                           | "Breathe (Feat. Fleurie)"                   | June 9, 2017          | [ 40 ] |
| Reign                           | "Hurts Like Hell (Feat. Fleurie)"           | February 10, 2017     | [ 42 ] |
| The Expanse                     | "Whose Side Are You On (Feat. Ruelle)"      | February 1, 2017      | [ 41 ] |
| Bones                           | "Breathe (Feat. Fleurie)"                   | January 3, 2017       | [ 42 ] |
| Queen Sugar                     | "Hurts Like Hell (Feat. Fleurie)"           | September 7, 2016     | [ 42 ] |
| Containment                     | "Hurts Like Hell (Feat. Fleurie)"           | May 31, 2016          | [ 42 ] |
| Containment                     | "Hurts Like Hell (Feat. Fleurie)"           | May 24, 2016          | [ 42 ] |
| Love &amp; Hip Hop: Atlanta     | "Wake Up" [NF]                              | August 17, 2015       | [ 42 ] |
| Scream: The TV Series           | "Hurts Like Hell (Feat. Fleurie)"           | July 28, 2015         | [ 42 ] |